# 澄江動物群
- 左上：エオレドリキア（三葉虫）
- 右上：インノヴァティオカリス（ラディオドンタ類）
- 左中：ミクロディクティオン（葉足動物）
- 右中：マオティアンシャニア（Palaeoscolecida）
- 左下：ミロクンミンギア（脊椎動物）
- 右下：ウェツリコラ（古虫動物）

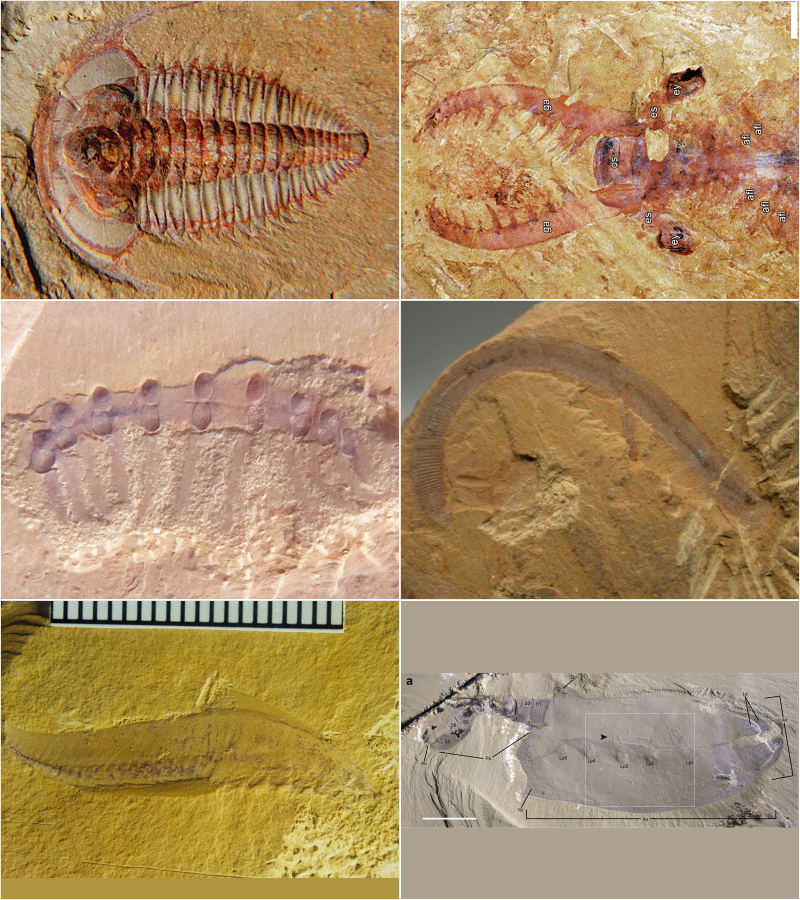
澄江動物群の化石

澄江動物群（チェンジャンどうぶつぐん、Chengjiang Fauna）は、中国雲南省に位置する帽天山の堆積累層 Maotianshan Shales から化石が見つかり、約5億1,800万年前の古生代カンブリア紀第三期に生息していた動物群である。呼称は発見地である澄江の名を冠して表したものである。なお、一般的には動物に限らず、より広い範囲で澄江生物群（チェンジャンせいぶつぐん、Chengjiang Biota）と呼ぶことが多い。
発見される化石は、バージェス動物群とよく似た、あるいはそれ以上に広い内容を含む。

## 概説

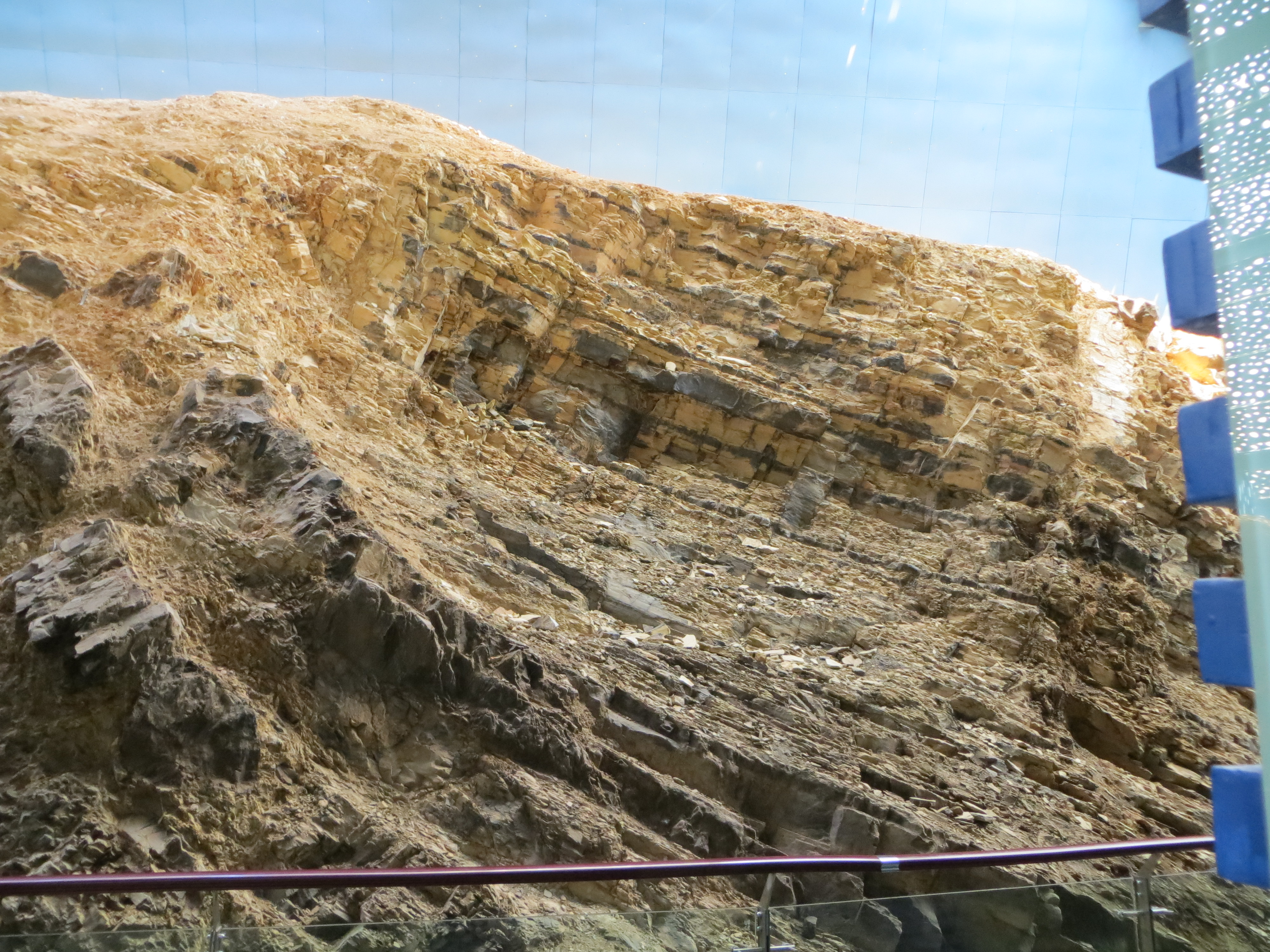
Maotianshan shale の地形

澄江は中華人民共和国雲南省昆明市南方に位置し、陽宗海（en）から撫仙湖（en）にかけての数か所から化石が発掘されている。古くは1911年に軟質の動物化石が発見されていたが、1984年に帽天山（マオティエンシャン）の堆積累層 Maotianshan Shales で古生代カンブリア紀の豊富な化石群が発見されて以降、一躍注目を浴びることとなり、中国の西北大学（en）のチームなどを中心に研究が進められている。
また、ここでは先カンブリア時代最末期（エディアカラ紀）からカンブリア紀前期にかけての地層が化石を伴って連続している。そのために、他地域でのこの時代の地層の年代を決定する際の標準とされている。
いわゆる「澄江動物群」と呼ばれるのはその中でカンブリア紀前期（カンブリア紀第三期、約5億1,800万年前）に属するものであり、バージェス動物群（約5億800万年前）より千万年以上古いとされている。その特徴は、バージェス動物群によく似たものを産出していることに加えて、他の多くのものが、細部に至るまで良好な保存状態で見つかっている。このことは、その時代の生物相についてさらに多くの情報をもたらすと同時に、それらが当時の地球でかなり普遍的であったことをも証明する。
通説では、当時この地域は水深100から150メートル程度の海底であり、大陸棚斜面の下に位置していたと考えられる。そういった場所では間欠的に乱泥流による堆積が発生し、斜面を滑り落ちる大量の泥と砂が海底に流入することによって堆積層が造られていく。澄江動物群は、このような自然災害に巻き込まれ、急速に埋没させられて化石化したと考えられる。一方、澄江動物群を埋まった堆積物の特徴（三角州で起こり、嵐の洪水がもたらす堆積物の性質をもつ）を基に、この地域はむしろ三角州周辺の浅い海域であったことも示唆される。

## 内容

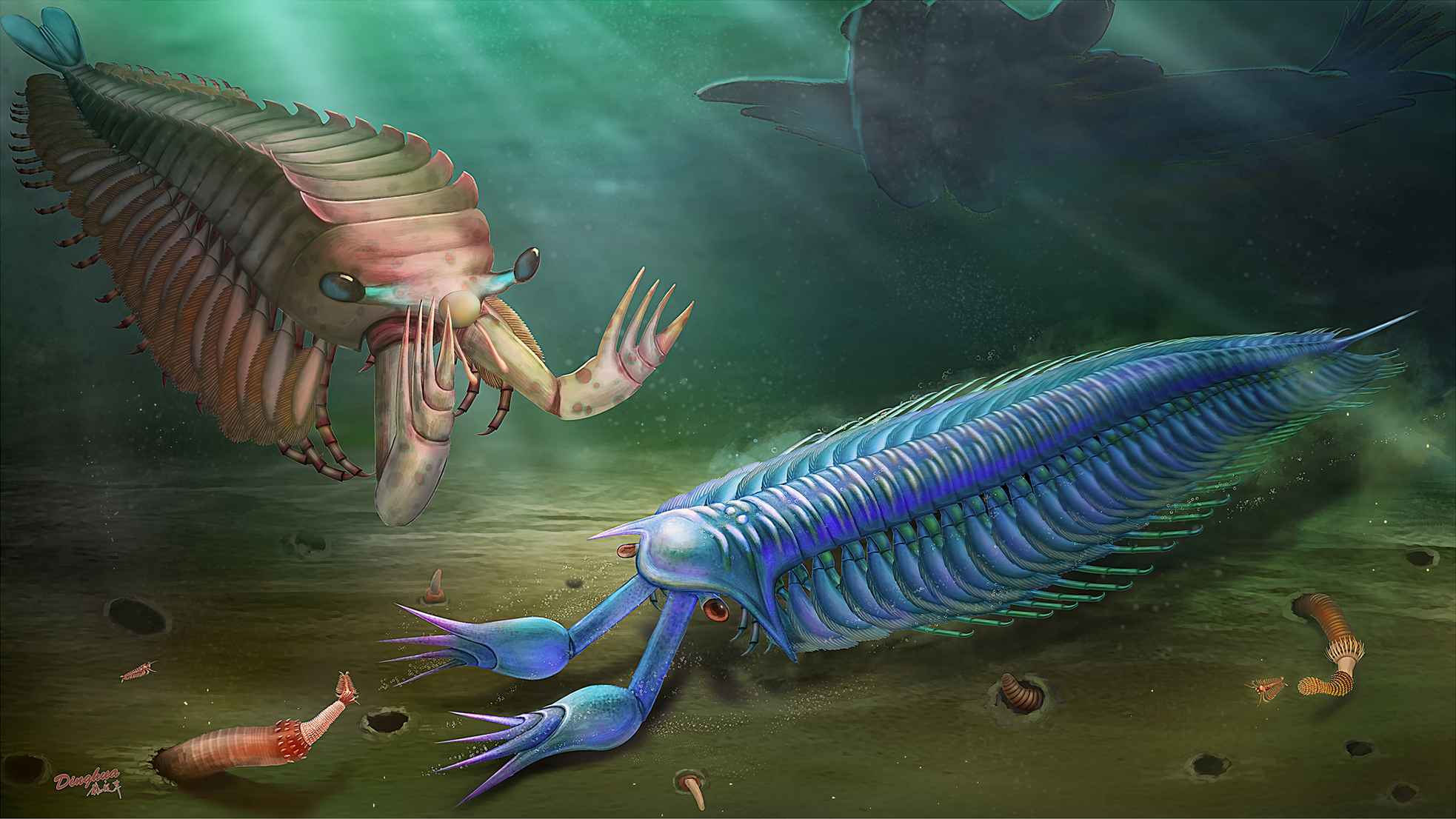
フォルティフォルケプスと を中心とした澄江動物群の生態復元図。周りにはラディオドンタ類や環神経動物などが映る。

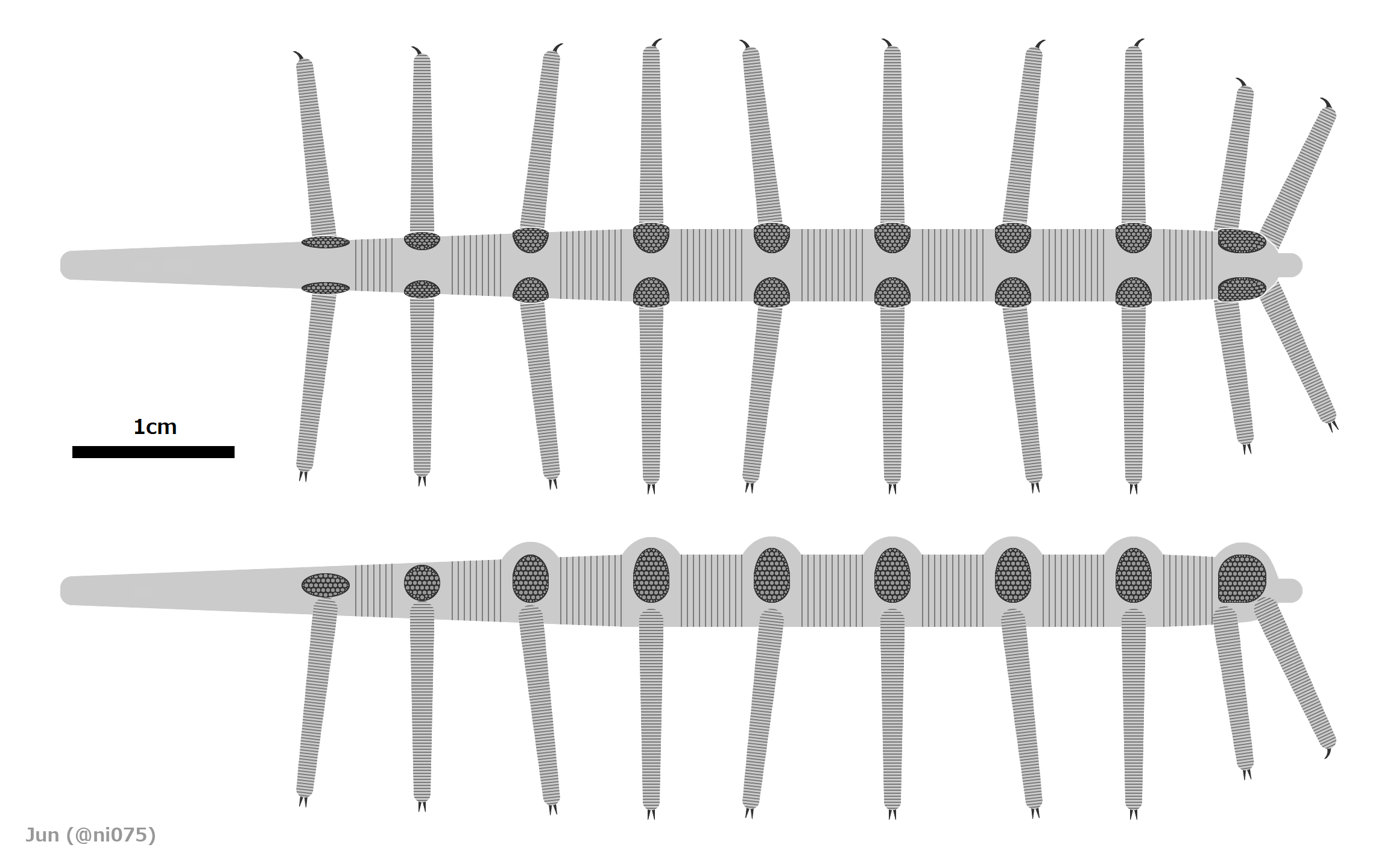
ミクロディクティオン（葉足動物）
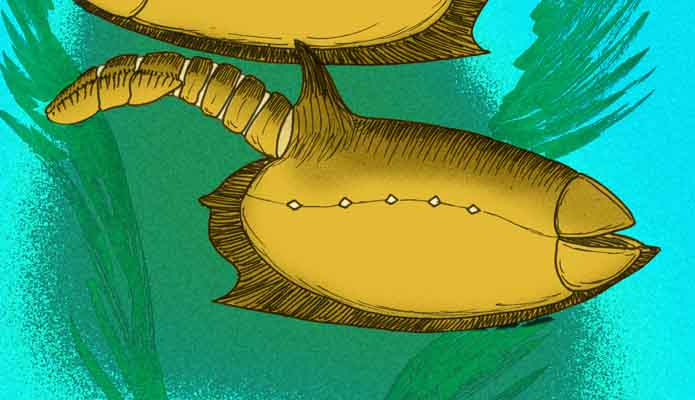
ウェツリコラ（古虫動物）

澄江生物群は多様な生物を含んでいる。ここで新たに発見された動物で特に重要と考えられるものには以下のようなものがある。
ミロクンミンギアとハイコウイクティス
原始的な無顎類と考えられる脊索動物。「広義の魚類」としては既知のもので最古とされる。

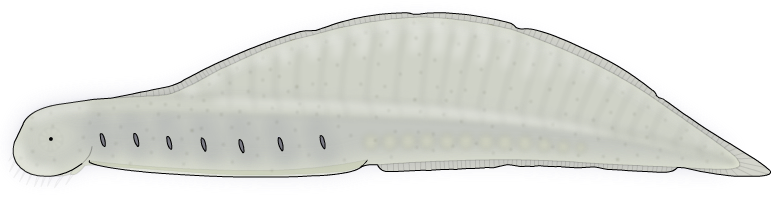
ユンナノゾーン
その正体に議論の多い後口動物で、主に半索動物説と脊索動物説という2つの解釈に分かれている。
古虫動物
魚類のような頭に節足動物のような尾を持つ独特な分類群である。新たな動物門として「古虫動物門（en）」とされていたが、後に脊索が見つかることにより、脊索動物門の1亜門（古虫動物亜門）として分類されるようになった。
澄江生物群の中でバージェス動物群の研究に大きく関与する、もしくはよく比較される発見は、次の通りに列挙される。
葉足動物

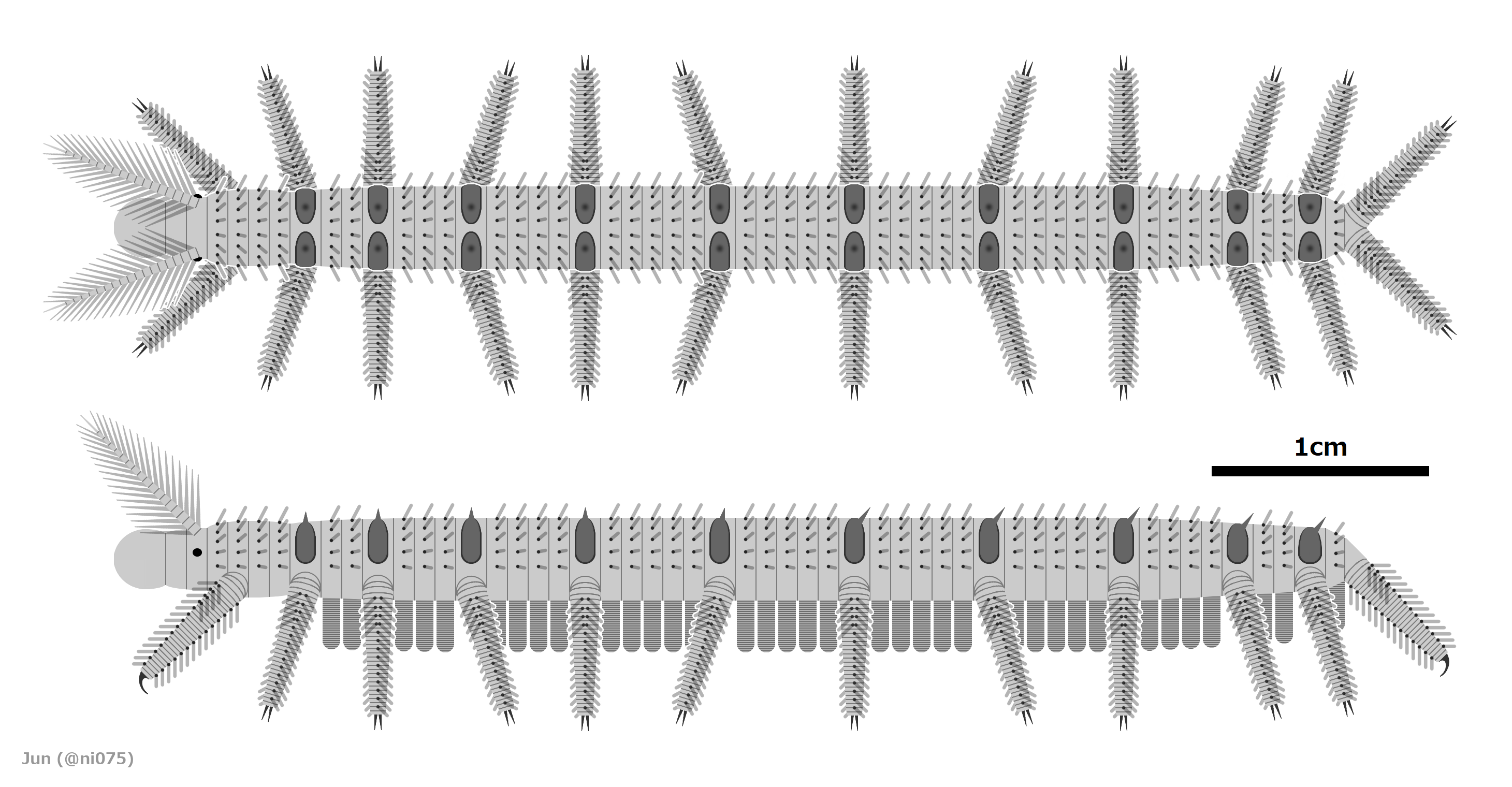
オニコディクティオン

オニコディクティオンなどが発見され、これらを元に、バージェス動物群に含まれるハルキゲニアの1970年代の復元は上下と前後を間違えたと初めて示された。最初では微小硬骨格化石群（SSF）に含まれる甲皮のみ知られるミクロディクティオンも、ここで見つかった全身化石により葉足動物であると判明した。1990年代以降では更に多くの葉足動物が記載され、中ではバージェス動物群のものと同じハルキゲニアの種とされるものもある。2018年現在、澄江動物群は葉足動物の種が最も多い生物群となっている。
ラディオドンタ類

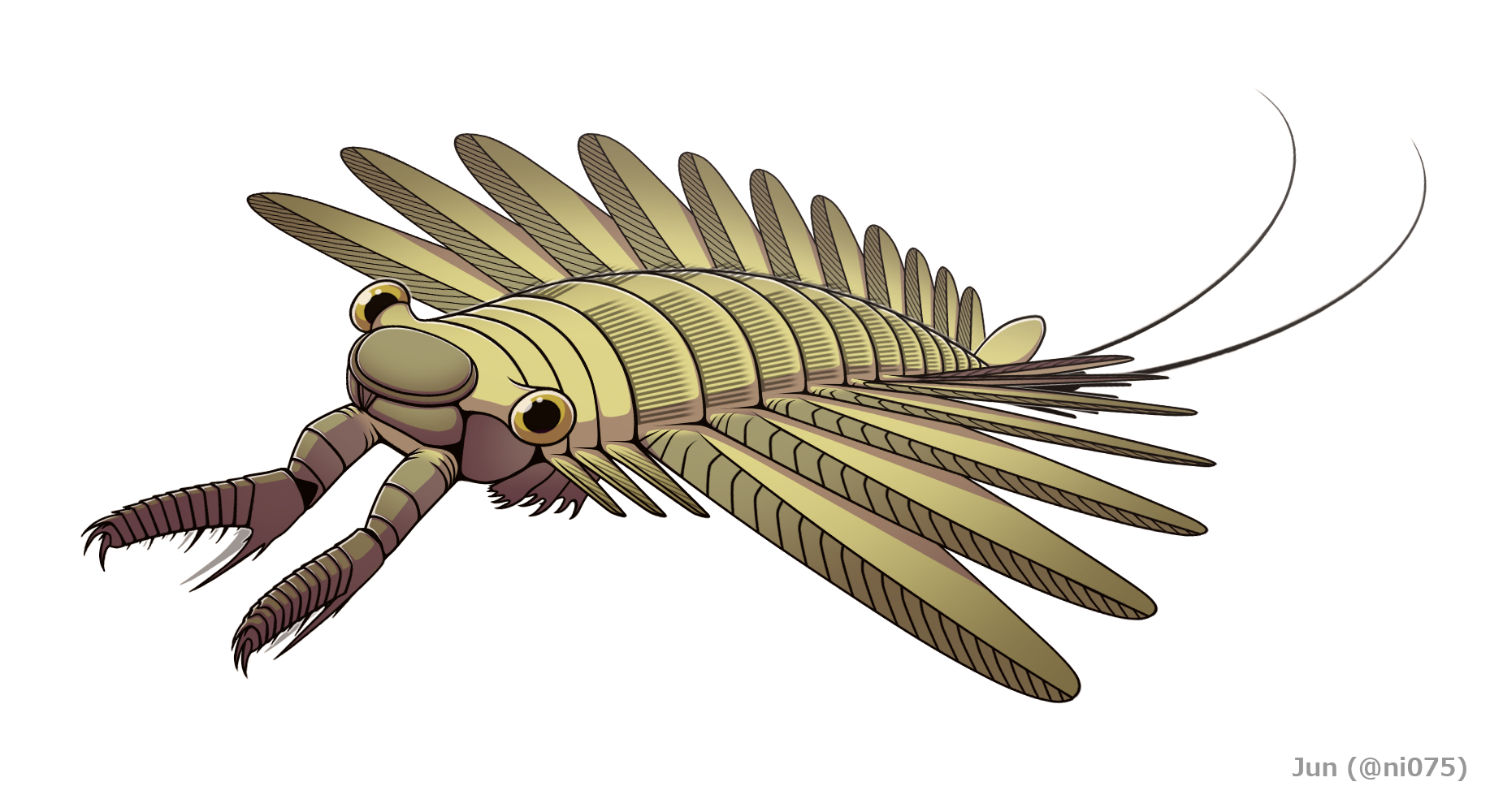
アンプレクトベルア

バージェス動物群のものに同属の別種（アノマロカリス、アンプレクトベルア、カンブロラスターなど）が多く含まれるが、この生物群に特有の属（例えばライララパクス）も知られている。アンプレクトベルアとホウカリスはこの動物群においては最も普遍的な属である一方、フルディア科の種類と、本群の特徴的な放射状の歯（oral cone）はごく稀でしか発見されない。この点においては、フルディア科の種類（主にフルディア）とアノマロカリスが優占し、歯の発見例が多いバージェス動物群とは対照的である。
メガケイラ類（大付属肢節足動物）

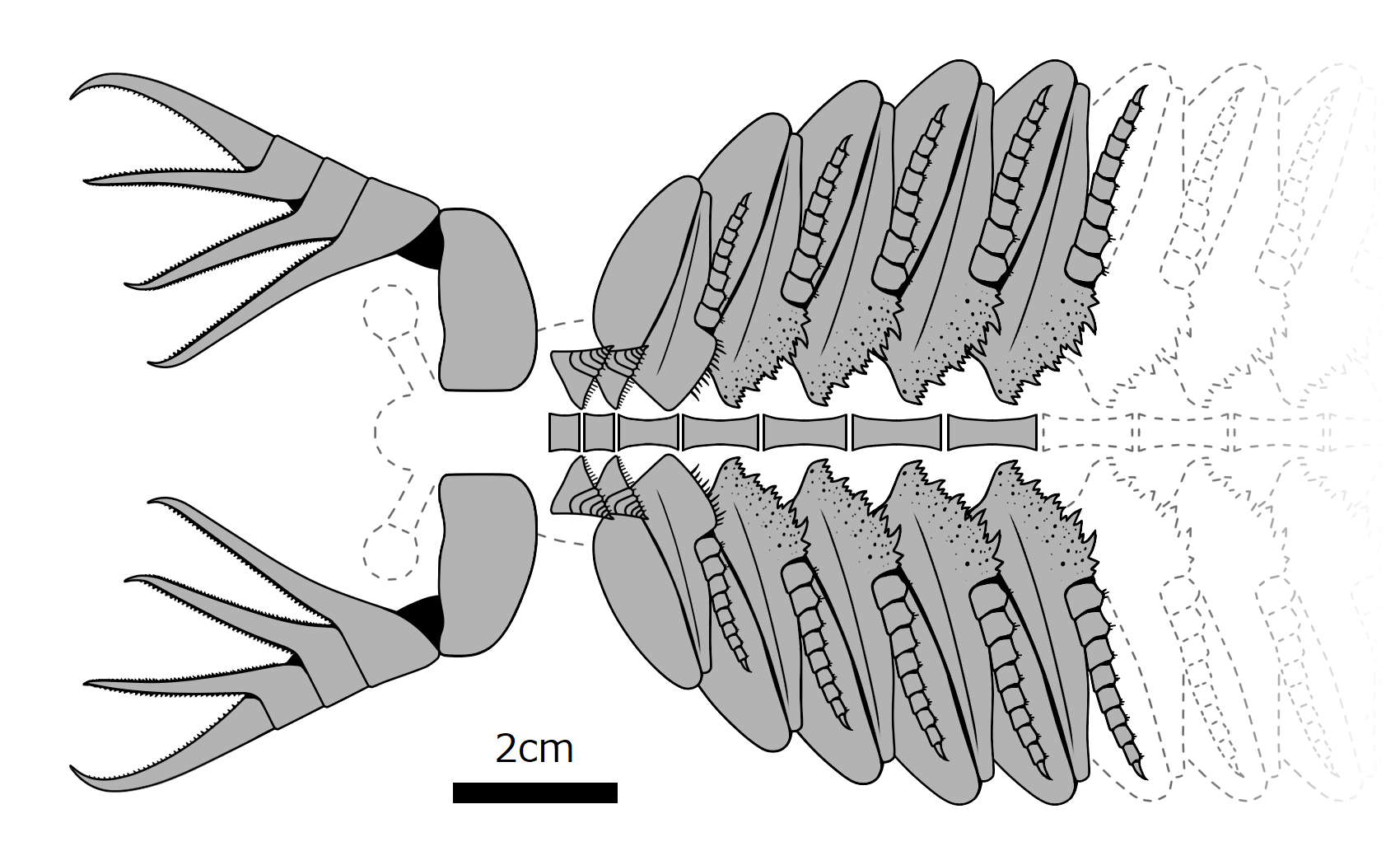
パラペイトイア

バージェス動物群と同様、澄江動物群も大部分のメガケイラ類を含んだ生物群である。バージェス動物群と同じくレアンコイリアが優占しているが、種数的には本生物群に特有の属（フォルティフォルケプス、ハイコウカリス、ジェンフェンギアなど）の方が多く記載された。中でもパラペイトイアという、体の局部のみ知られ、一時的には「脚のあるラディオドンタ類」と誤解釈された大型属が有名である。

## 該当生物
- 藻類
  - シノキリンドラ Sinocylindra
- 海綿動物
  - クアドロラミニエラ Quadrolaminiella
  - クルミロスポンギア Crumillospongia
  - コイア（チョイア） Choia
  - ハゼリア Hazelia
  - ハリコンドリテス Halichondrites
  - レプトミテラ Leptomitella
- 刺胞動物
  - シャンガンギア Xiangnguangia
- 腕足動物
  - ヘリオメドゥーサ Heliomedusa
  - リングレラ Lingulella
- 環神経動物（鰓曳動物、類線形動物、Palaeoscolecidaなど）
  - パラエオスコレクス Palaeoscolex
  - クリココスミア Cricoccosmia
  - マオティアンシャニア Maotianshania
- 葉足動物
  - アンテナカンソポディア Antennacanthopodia
  - カーディオディクティオン Cardiodictyon
  - ディアニア Diania
  - ファシヴェルミス Facivermis
  - ハルキゲニア Hallucigenia
  - ジェンシャノポディア Jianshanopodia
  - メガディクティオン Megadictyon
  - ミクロディクティオン Microdictyon
  - ルオリシャニア Luolishania
  - オニコディクティオン Onychodictyon（=オニコミクロディクティオン Onychomicrodictyon）
  - パウキポディア Paucipodia
- 節足動物
  - ラディオドンタ類
    - アンプレクトベルア Amplectobelua
    - アノマロカリス Anomalocaris
    - カンブロラスター Cambroraster
    - ? ククメリクルス Cucumericrus（ラディオドンタ類としての本質は不確実）
    - ホウカリス Houcaris
    - ラミナカリス Laminacaris
    - レニシカリス Lenisicaris
    - ライララパクス Lyrarapax
    - ラムスコルディア Ramskoeldia
    - ? ゼンヘカリス Zhenghecaris（ラディオドンタ類としての本質は不確実）

  - Artiopoda類（三葉虫など）
    - アカントメリディオン Acanthomeridion
    - ウティンガスピス Wutingaspis
    - エオレドリキア Eoredlichia
    - クアマイア Kuamaia
    - クーニャンギア Kuanangia
    - サペリオン Saperion
    - シノブリウス Sinoburius
    - シャンダレラ Xandarella
    - シンダレラ Cindarella
    - ナラオイア Naraoia
    - レティファシス Retifacies
    - ユンナノセファルス Yunnanocephalus

  - メガケイラ類
    - アラルコメネウス Alalcomenaeus
    - フォルティフォルケプス Fortiforceps
    - ハイコウカリス Haikoucaris
    - ジェンフェンギア Jiangfengia
    - レアンコイリア Leanchoilia
    - パラペイトイア Parapeytoia
    - Sklerolibyon

  - フーシェンフイア類
    - チェンジャンゴカリス Chengjiangocaris
    - シャウカリス Xiaocaris
    - シャンコウイア Shankouia
    - フーシェンフイア Fuxianhuia
    - リャンワンシャニア Liangwangshania

  - その他
    - イソキシス Isoxys
    - ウロコディア Urokodia
    - オッカカリス Occacaris
    - カナダスピス Canadaspis
    - クリペカリス Clypecaris
    - クンミンゲラ Kunmingella
    - フォルフェクシカリス Forfexicaris
- 古虫動物
  - ウェツリコラ Vetulicola
  - ハイコウエラ Haikouella
  - スケーメラ Skeemella
  - バンフィア Banfia
  - ヘテロモルフス Heteromorphus
- 半索動物/古虫動物
  - ベイダズーン（ベイダゾーン） Beidazoon
  - ディダズーン（ディダゾーン） Didazoon
  - ポマトラム Pomatrum（=シダズーン Xidazoon）
  - ユンナノズーン（ユンナノゾーン） Yunnanozoon
- 他の脊索動物
  - ミロクンミンギア Myllokunmingia
  - ハイコウイクチス Haikouichthys
  - カタイミルス Cathaymyrus
- その他/所属不明
  - アミスクウィア Amiskwia [26]
  - エルドニア Eldonia
  - ディノミスクス Dinomischus
  - ネクトカリス Nectocaris （=ペタリリウム Petalilium）
  - Inquicus [27]